# Rosalía de Geraci

Escudo de armas de la casa de Altavilla

Rosalía o Reale de Geraci fue la VIII condesa de Geraci.

## Títulos
- VIII condesa de Geraci.
- Condesa de Izcla Mayor y Menor.

## Biografía
Rosalía murió sin descendencia, por lo que le sucedió su hermana Isabella.

## Línea de sucesión en el condado de Geraci
| Predecesor: Alduino de Geraci | Rosalía de Geraci | Sucesor: Isabella de Geraci |